# Fernanda de Paiva Tomás
Maria Fernanda de Paiva Tomás (Mortágua, Viseu, 8 de Novembro de 1928 – 15 de Setembro de 1984) foi uma política portuguesa revolucionária anti-fascista militante do Partido Comunista Português, encarcerada por quase dez anos como prisioneira política pelo regime do Estado Novo entre 1961 e 1970, do qual era opositora. Foi uma das mulheres militantes do PCP que mais tempo ficaria encarcerada por motivos políticos.

## Biografia

### Juventude
Frequentou a Faculdade de Letras da Universidade de Lisboa. Oriunda de uma família de apoiantes do partido Comunista Português, casa com Joaquim Augusto Cruz Carreira, também ele militante comunista.

### Militante do Partido Comunista Português
Fernanda Tomás foi detida pela polícia por duas vezes quando ainda estudava por participar em manifestações contra a guerra. A primeira destas, por ter deixado flores no memorial às vítimas da Primeira Guerra Mundial. Passa à clandestinidade junto do PCP com 23 anos, em 1952, trabalhando com o Movimento de Unidade Democrática, do qual o PCP era membro. O seu marido é preso por motivos políticos em 1958 e condenado a 4 anos de prisão.
Com os pseudónimos "Ana" e "Marques", foi funcionária do partido responsável da administração central da Organização Regional de Lisboa do PCP, sendo a sua tarefa a supervisão da zona Oriental de Lisboa, região operária, nomeadamente nos bairros de Xabregas ou Marvila. Fez parte da equipa de organização do V Congresso do PCP, com o pseudónimo "Maria". É nomeada membro suplente do Comité Central do PCP em 1960. Durante nove anos trabalha na redação de O Militante, a revista interna do PCP.

### Prisão Política
É detida por motivos políticos pela Polícia Internacional e de Defesa do Estado a 6 de Fevereiro de 1961. Presa na Prisão de Caxias, é torturada, e em dois períodos é-lhe imposta a privação do sono, primeiro durante 80 e depois por 94 horas consecutivas. É deixada incomunicável por 20 dias, sem autorização de mudar de roupa ou acesso a higiene, como chantagem para que confessasse a localização do futuro Congresso do PCP. Os agentes da PIDE colocam-lhe a alcunha de «A Passionária». De acordo com os autos do seu julgamento, ao ser admoestada pelo juiz João António Silva Caldeira por desrespeito ao tribunal, que ordena o seu encarceramento nos calabouços, Fernanda de Paiva Tomás terá erguido o seu punho e exclamado «Viva o PCP! Viva o Povo Português, que um dia julgará este Tribunal!».

### Obra Escrita
Fernanda de Paiva Tomás é a autora de uma das treze cartas no Manifesto de Caxias, distribuído clandestinamente a partir da prisão em Maio de 1961, dirigido às "organizações democráticas de mulheres de todo o mundo", nas quais denunciava as torturas e condições às quais eram sujeitos os opositores ao regime do Estado Novo.

### Vida Pessoal
Na prisão conhece a militante comunista Julieta Gandra, também presa política, com quem inicia uma relação amorosa dentro da prisão, assumida perante as demais prisioneiras e perante as autoridades. Com ela viverá anos mais tarde, quando ambas são libertas da prisão.

### Libertação
Condenada a oito anos de prisão, quando tinha já servido por oito anos e seis meses, a libertação de Fernanda de Paiva Tomás estava marcada para Setembro de 1969, tendo contudo a sentença sido arbitrariamente prolongada por a PIDE ter considerado que esta era uma prisioneira de alto risco. Em 1970 o seu filho de 15 anos, Alberto, escreve ao presidente Marcelo Caetano, protestando a detenção de sua mãe após cumprida a pena a que fora condenada. Três semanas depois, a 19 de Novembro de 1970, é libertada em liberdade condicional e vai residir em Mortágua. Em 1972, muda-se para Lisboa.

### Após a Revolução dos Cravos
Depois da Revolução dos Cravos em 1974, parte em 1975 com Julieta Gandra para Angola. Gandra fora convidada pelo governo do país recém-independente para coordenar a criação do serviço nacional de saúde angolano. Em Angola, Fernanda de Paiva Tomás trabalha no Ministério da Educação. Viria a falecer precocemente em 1984 de um tumor cerebral.